# Henrik Klingenberg
Henrik Klingenberg, född 21 oktober 1978 i Mariehamn, är en åländsk musiker. Han spelar sedan 2002 keyboard och keytar i det finländska power metal-bandet Sonata Arctica. Keyboardists han har listat som sina favoriter och största inspirationskällor inkluderar Kevin Moore, Jon Lord, Jens Johansson och Matt Guillory.
Även om hans huvudsakliga engagemang är med Sonata Arctica, är han också medlem i bandet Silent Voices och ett thrash metal / groove metal-band kallat Mental Care Foundation (där han är vokalist snarare än keyboardist). Han har också nyligen startat ett sidoprojekt som heter Graveyard Shift som vokalist med sin tidigare Sonata Arctica-bandkamrat Jani Liimatainen.
Innan han gick med i Sonata Arctica hade han bland annat deltagit i bandet Requiem, med vilken han spelade in två album och bidrog med keyboard. 
I februari 2012 släppte Klingenbeg sitt första soloalbum, ...and the Weird Turned Pro, där Sonata Arctica-medlemmarna Elias Viljanen och Pasi Kauppinen spelar respektive gitarr och basgitarr. Den finländska trummisen Jari Huttunen är också i projektet.